# Casa Blava (Sant Joan les Fonts)
La Casa Blava és una obra de Sant Joan les Fonts (Garrotxa) inclosa a l'Inventari del Patrimoni Arquitectònic de Catalunya.

## Descripció
Casa aïllada de planta quadrada i teulat a quatre aigües amb un petit terrat al mig. Disposa de soterranis, baixos, pis i golfes. Als primers hi trobem la porta d'accés, centrada per dues finestres, feta amb carreus de pedra i amb bonica reixa de ventilació. El primer pis disposa de tres balcons per façana, sostinguts per mènsules decorades amb fullatges estilitzats; aquestes obertures estaven coronades per frontons, avui desapareguts. Les golfes tenen tres petites finestres fetes d'estuc. La casa estava unida a la fàbrica per un passadís descobert.

## Història
Durant la segona meitat del segle xix i principis del XX es genera un fort nucli industrial a tota la comarca. Entre Olot i Sant Joan les Fonts, especialment ales voreres del Fluvià, es comptabilitzen una cinquantena de fàbriques de teixits, paper, filats, adobats, gèneres de punt, farines, tintoreria, barretines, foneria i la fabricació típicament olotina, d'imatgeria religiosa. Això no obstant, el canvi de les fonts d'energia i l'estrangulació produïda per la manca de comunicacions provoquen una crisi insostenible que genera greus conflictes socials.